# Nostalgia (motorfiets)
Nostalgia is een merk van motorfietsen.
Nostalgia Cycles is een Amerikaans bedrijf dat zich vooral bezighoudt met het terugbrengen van oude motormodellen. Zo bemoeide men zich in 1992 met de oude maar echt Amerikaanse Whizzer-bromfiets. In die tijd werd er ook een zware motor geproduceerd waarvan het blok eigenlijk een “plakje” van een Chevrolet-V8 was. Dit leverde een luchtgekoelde tweecilinder van 1646 cc op.